# Devlet I Giray

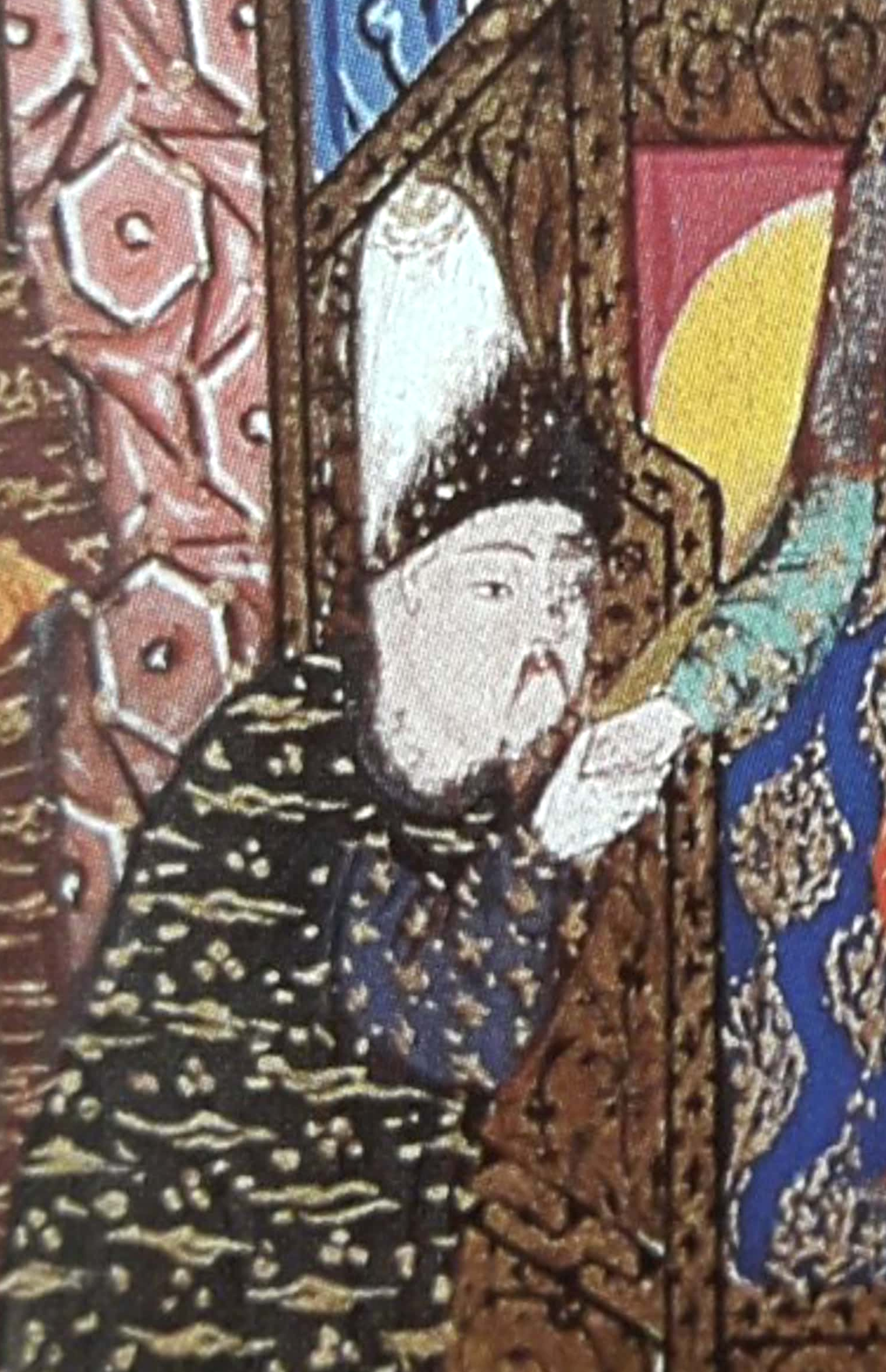
Devlet I Giray

Devlet I Giray, Dolat Girai (em Língua tártara da Crimeia: I Devlet Geray, ۱دولت كراى‎; Taht Alğan Devlet Geray, تخت آلغان دولت كراى‎) foi um cã do Canato da Crimeia de 1551 a 1577. 

## Reinado
Durante o reinado de seu predecessor, Sahib I Giray, Devlet Guray viveu em Constantinopla onde ele ganhou a preferência do sultão Solimão, o Magnífico. Com a ajuda dos turcos otomanos, Devlet Giray se tornou o senhor do Canato da Crimeia em 1551. Ele foi conhecido por ser um político habilidoso, que podia sempre tomar vantagem das mais diversas situações. Assim, Devlet Giray conseguiu realizar sua independência em relação ao governo otomano.
Ele conseguiu de maneira bem sucedida interferir nos planos do governo otomano de construir um canal entre o Volga e o Rio Don, o qual certamente fortaleceu a influência turca sobre a Crimeia. Com um exército consideravelmente poderoso ao seu dispor, Devlet Giray guerreou constantemente com seus vizinhos, especialmente com a Rússia.  Suas campanhas em 1555 e 1571 devastaram o Grão-Principado de Moscou, mas sofreu uma derrota esmagadora na Batalha de Molodi em 1572. 
Os principais objetivos de suas campanhas militares era anexar Cazã e Astracã, perdidos pelo muçulmanos pelo avanço russo nos anos anteriores. A missão de Devlet não foi bem sucedida, mas conseguiu ao menos realizar um imposto anual para os russos e ucranianos que viviam no sul. 